# Zmartwychwstały po raz trzeci
Zmartwychwstały po raz trzeci (tyt. oryg. Трижды воскресший) – radziecki film fabularny z 1960 roku, w reżyserii Leonida Gajdaja, na motywach sztuki Aleksandra Galicza - Пароход зовут "Орленок".

## Opis fabuły
Jeden z nielicznych w dorobku Gajdaja filmów zaangażowanych politycznie. "Bohaterem" filmu jest stary rosyjski parowiec Orlienok. W 1919 płynęli na nim młodzi komuniści, aby wziąć udział w wojnie przeciwko Białym. W czasie II wojny światowej parowiec wykorzystywano do przewożenia Wołgą dzieci i rannych żołnierzy. Po raz kolejny przywracają go do służby młodzi komsomolcy, aby przewieźć nim podarunki dla robotników, budujących nowe miasto.

## Obsada
- Ałła Łarionowa jako Swietłana Siergiejewna
- Georgij Kulikow jako Arkadij Nikołajewicz Szmiełow
- Natalia Miedwiediewa jako Żanna Szmiełowa
- Wsiewołod Sanajew jako Iwan Starodub
- Konstantin Sorokin jako Wasilij Kisiełow
- Nina Grebeszkowa jako dyrektorka szkoły Zoja
- Nikołaj Bogolubow jako Kaminski
- Aleksiej Kryczenkow jako Gieszka Kisielow
- Nadieżda Rumiancewa jako Liuba Sołowiowa